# 통합과 집약
컴퓨터 과학에서 통합과 집약은 기억장치에서 공백의 처리에 관한 용어이다. 이 처리를 하지 않으면 단편화 현상이 나타나 기억공간을 효율적으로 쓸 수 없게 된다.

## 통합
통합(coalescing)이란 기억공간 내에 인접한 둘 이상의 공백을 그들 사이의 경계를 없애고 하나의 공백으로 합치는 것이다.

## 집약
집약(compaction)이란 기억공간 내에 섞여있는 사용중인 영역과 빈 영역을 각각 한쪽으로 몰아 빈 영역들을 하나로 모으는 것이다. 디스크 조각 모음은 하드디스크 상에서 집약을 수행하는 프로그램의 대표적인 예이다.

### 집약 수행시 취약점
시스템이 메모리의 집약을 수행할 때 다음과 같은 단점이 발생한다.
- 집약을 수행하기 위해서는 다른 모든 작업의 수행을 멈추어야 한다.
- 사용중인 작업들에 대한 재배치 정보를 잘 유지해야 한다.
- 집약이 자주 수행되면 시스템의 속도가 느려질 수 있다.